# 雅里 (伊泽尔省)
雅里（法語：Jarrie，法語發音：[ʒaʁi]）是法国伊泽尔省的一个市镇，位于该省中南部，属于格勒诺布尔区。

## 地理
雅里（45°5'49"N, 5°44'33"E）面积13.26 平方千米，位于法国奥弗涅-罗讷-阿尔卑斯大区伊泽尔省，该省份为法国东南部内陆省份，北起顺时针与安省、萨瓦省、上阿尔卑斯省、德龙省、阿尔代什省、卢瓦尔省和罗讷省。
与雅里接壤的市镇（或旧市镇、城区）包括：布雷松、布列和昂戈讷、尚帕尼耶、德拉克河畔尚、埃希羅勒、蒙沙布。

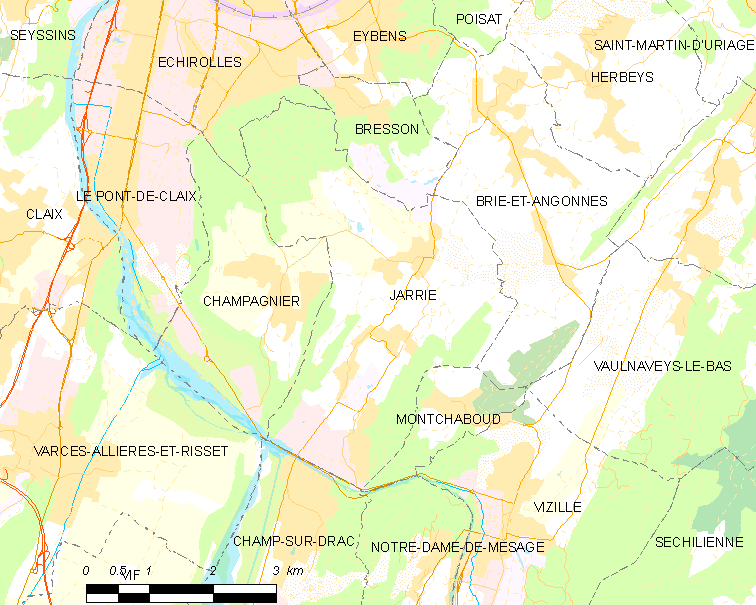
的OSM定位图

雅里的时区为UTC+01:00、UTC+02:00（夏令时）。

## 行政
雅里的邮政编码为38560，INSEE市镇编码为38200。

## 政治
雅里所属的省级选区为勒蓬德克莱县。

## 人口

1962-2008年间人口变化图示

雅里于2022年1月1日时的人口数量为3925人。